# Ørnhøj (by)
 For alternative betydninger, se Ørnhøj. (Se også artikler, som begynder med Ørnhøj)
Ørnhøj er en by i Vestjylland med 766 indbyggere  (2024), beliggende 15 km nord for Videbæk, 20 km syd for Holstebro og 30 km vest for Herning. Byen hører til Herning Kommune og ligger i Region Midtjylland.
Ved primærrute 11, der går tæt forbi byen, er der et industriområde, som bl.a. rummer Trehøje Døre og I-Wood Denmark.

## Trehøje Museum
I Ørnhøj ligger Trehøje Museum, der blev startet i 1994 og både er landbrugsmuseum og etnografisk museum. Det udstiller gamle landbrugsredskaber og eksotiske genstande, som er skænket af en lokal globetrotter, minkavler Sigfred Munk. I tilknytning til museet ligger Lokalhistorisk Arkiv, stiftet 1978, med bl.a. en fotografisk samling fra lokalområdet.

## Faciliteter
Ørnhøj Skole har 103 elever, fordelt på 7 klassetrin. Børnehøjen har børn fra 0 år til og med 4 klasse. Ørnhøj Hallen har en stor hal til 500 personer, minihal til 200 personer, mødelokale til 60 personer og cafeteria til 70 personer.
På initiativ fra en gruppe frivillige borgere åbnede Ørnhøj Friplejehjem i 2012 i De gamles Hjem, det tidligere kommunale plejehjem, der var oprettet i 1955 og blev lukket af kommunen 31. december 2010.
Ørnhøj og Omegns Borgerforening blev stiftet i 1917.

## Historie

### Kirken
Halkjær Mark, hvor Ørnhøj ligger i dag, var oprindeligt en del af det store, tyndt befolkede Nørre Omme Sogn. Her indbød menighedsrådet i 1906 til sognemøde angående kirkebyggeri i sognets nordlige del. Forslaget blev vedtaget, og Ørnhøj Kirke stod færdig i 1915 og blev centrum for Ørnhøj Kirkedistrikt, stadig i Nørre Omme Sogn. Ved kommunalreformen i 1970 blev Nørre Omme Sogn delt, så den nordlige del med Ørnhøj og Abildå kom med i Trehøje Kommune, mens den sydlige del med Grønbjerg kom med i Videbæk Kommune. Denne deling blev opretholdt ved kommunalreformen i 2007, hvor Trehøje Kommune indgik i Herning Kommune, mens Videbæk Kommune indgik i Ringkøbing-Skjern Kommune. Den kirkelige konsekvens af denne deling blev draget, da kirkedistrikterne blev nedlagt 1. oktober 2010, og Ørnhøj Kirkedistrikt blev til det selvstændige Ørnhøj Sogn. Nørre Omme-Ørnhøj er dog stadig ét pastorat.

### Jernbanen
I 1911 blev Ringkøbing-Nørre Omme Jernbane åbnet. I den store jernbanelov fra 1908
stod der bare, at den skulle gå til Nørre Omme, og planen var i starten, at den skulle have endestation i Spåbæk, 2 km sydvest for det nuværende Ørnhøj. Men den blev forlænget til Halkjær Mark, hvor man jo også var i gang med at bygge kirke. Stationen kunne dog ikke hedde Halkjær, for navnet Halkær var optaget af en station på Aars-Nibe-Svenstrup Jernbane. Så kom endestationen til at hedde Ørnhøj efter en høj lidt længere mod vest, og den gav også navn til kirken og den kommende by. Ørnhøjbanen, som den blev kaldt, blev i 1925 forlænget fra Ørnhøj til Holstebro.
Ørnhøj stationsby havde 291 indbyggere i 1940, 352 i 1945, 356 i 1950, 390 i 1955, 463 i 1960 og 515 indbyggere i 1965.
Ringkøbing-Ørnhøj-Holstebro Jernbane blev nedlagt i 1961. Stationsbygningen, der var tegnet af arkitekt Ulrik Plesner, var i nogle år posthus og rutebilstation, men i 1979 blev den revet ned i forbindelse med en vejudvidelse. Mod sydvest blev der på banetracéet anlagt en ny vej til Spåbæk. Fra byens nordøstlige udkant kan man følge 2 km af banetracéet vest for Halkjærvej, og Halkjærvej er anlagt på banetracéet hen over Fuglkær Å.